# Notizie esplosive con Killer Mike
Notizie esplosive con Killer Mike (Trigger Warning con Killer Mike) è una docu-serie statunitense del 2019, sviluppata e sceneggiata da Killer Mike, Daniel Weidenfeld, Nick Weidenfeld e Vernon Chatman.
La serie, che vede protagonista il rapper Killer Mike, esplora e racconta i problemi che riguardano la comunità nera negli Stati Uniti, tra cui la droga, le bande, la religione e la povertà.
La serie viene pubblicata negli Stati Uniti su Netflix dal 18 gennaio 2019.

## Episodi
| nº | Titolo originale     | Titolo italiano                  | Pubblicazione USA | Pubblicazione Italia |
| -- | -------------------- | -------------------------------- | ----------------- | -------------------- |
| 1  | Living Black         | Vivere in nero                   | 18 gennaio 2019   | 18 gennaio 2019      |
| 2  | F**k School          | Scuola f**a                      | 18 gennaio 2019   | 18 gennaio 2019      |
| 3  | White Gang Privilege | Il privilegio delle gang bianche | 18 gennaio 2019   | 18 gennaio 2019      |
| 4  | New Jesus            | Un nuovo Gesù                    | 18 gennaio 2019   | 18 gennaio 2019      |
| 5  | Outside the Box      | Fuori dagli schemi               | 18 gennaio 2019   | 18 gennaio 2019      |
| 6  | Kill Your Master     | Uccidi il tuo padrone            | 18 gennaio 2019   | 18 gennaio 2019      |